# Kościół św. Jerzego w Popradzie

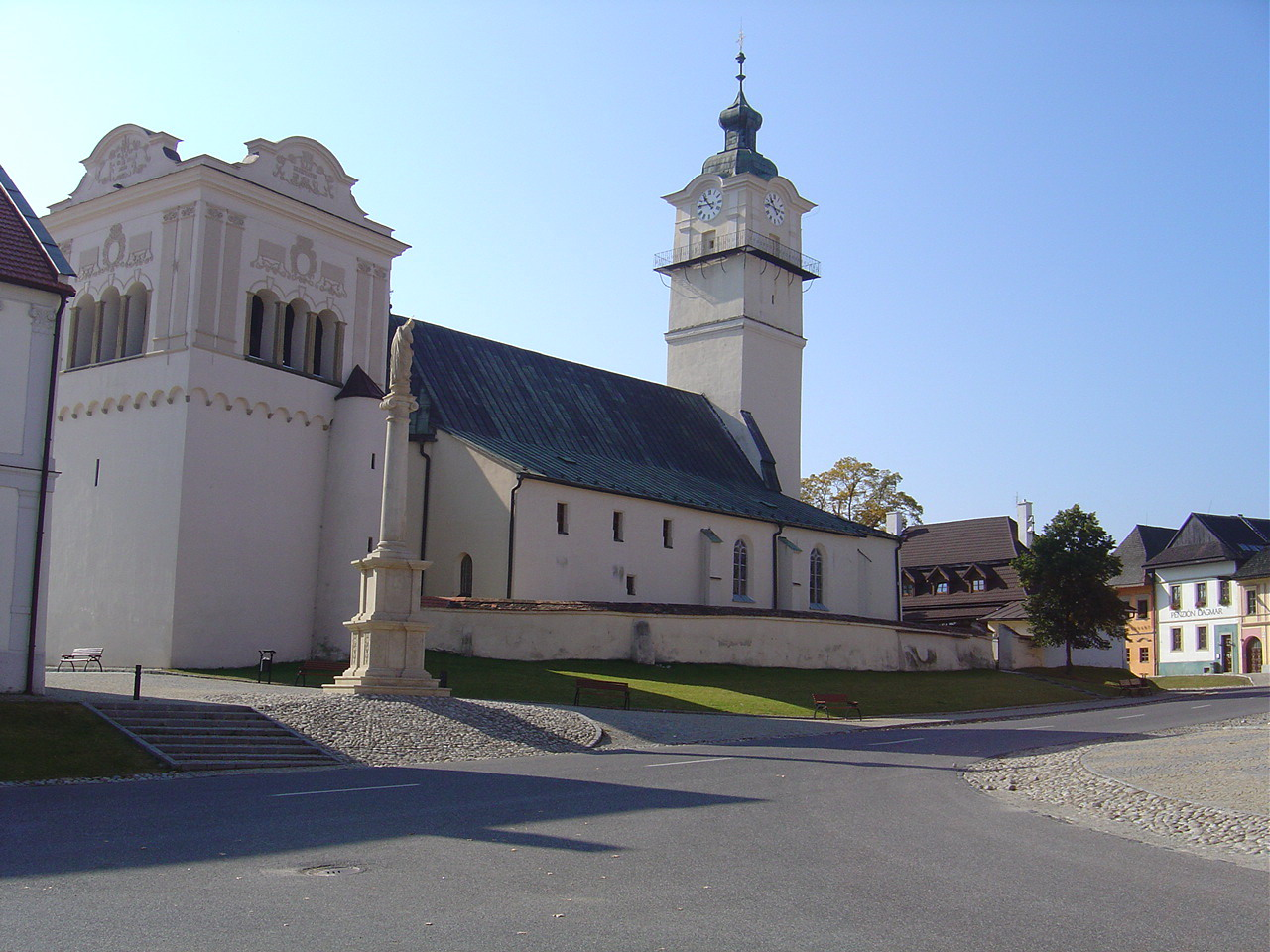
Kościół św. Jerzego w Spiskiej Sobocie, po lewej renesansowa dzwonnica

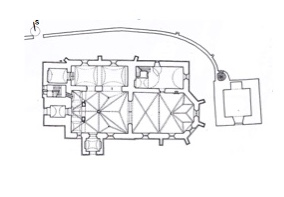
Rzut kościoła

Kościół św. Jerzego (słow. kostol sv. Juraja) - kościół w Popradzie na Słowacji. Znajduje się na rynku w Spiskiej Sobocie - do 1946 r. osobnej miejscowości, obecnie dzielnicy Popradu.
Pierwszy kościół istniejący w tym miejscu pochodził z połowy XIII stulecia. Pierwotnie romański, później był kilkakrotnie przebudowany. Przebudowa w stylu gotyckim z 1464 r. oraz dobudowa późnogotyckiej kaplicy (1502-1514) uformowały aktualną bryłę świątyni, którą XVIII w. wzbogaciła jeszcze barokowa wieża z zegarem.
Wystrój wnętrza jest generalnie barokowy, jednak zachowało się również wiele niezmiernie cennego, starszego wyposażenia. Wyróżniają się późnogotyckie ołtarze z drugiej połowy XV wieku oraz z początków wieku XVI. Główny ołtarz św. Jerzego z 1516 r. jest autorstwa mistrza Pawła z Lewoczy. W jego centrum znajduje się złocony, konny posąg świętego zabijającego smoka. W tle widzimy modlącą się księżniczkę, klęczącą przed murami miasta. W predelli ołtarza znajduje się płaskorzeźba, przedstawiająca Ostatnią Wieczerzę. Kompozycja płaskorzeźby formą nawiązuje do tej z kościoła farnego w Lewoczy.
Przypuszcza się, że figura św. Antoniego Pustelnika w bocznym ołtarzu również pochodzi z pracowni mistrza Pawła. Kolejne ołtarze są starsze: ołtarz Najświętszej Marii Panny pochodzi prawdopodobnie z 1464 r., zaś ołtarze św. Anny i św. Mikołaja z 1480 r. W kościele znajdują się również organy z 1662 r. W miejsce szyb z czystego szkła w okna instalowane są obecnie nowoczesne, lecz dobrze zharmonizowane z zabytkowym wnętrzem witraże autorstwa słowackiego plastyka z Popradu, Maroša Čižmárika.